# Coise-Saint-Jean-Pied-Gauthier
Coise-Saint-Jean-Pied-Gauthier is een gemeente in het Franse departement Savoie (regio Auvergne-Rhône-Alpes). De plaats maakt deel uit van het arrondissement Chambéry. Coise-Saint-Jean-Pied-Gauthier telde op 1 januari 2022 1.306 inwoners.

## Geografie
De oppervlakte van Coise-Saint-Jean-Pied-Gauthier bedroeg op 1 januari 2022 10,38 vierkante kilometer; de bevolkingsdichtheid was toen 125,8 inwoners per km².

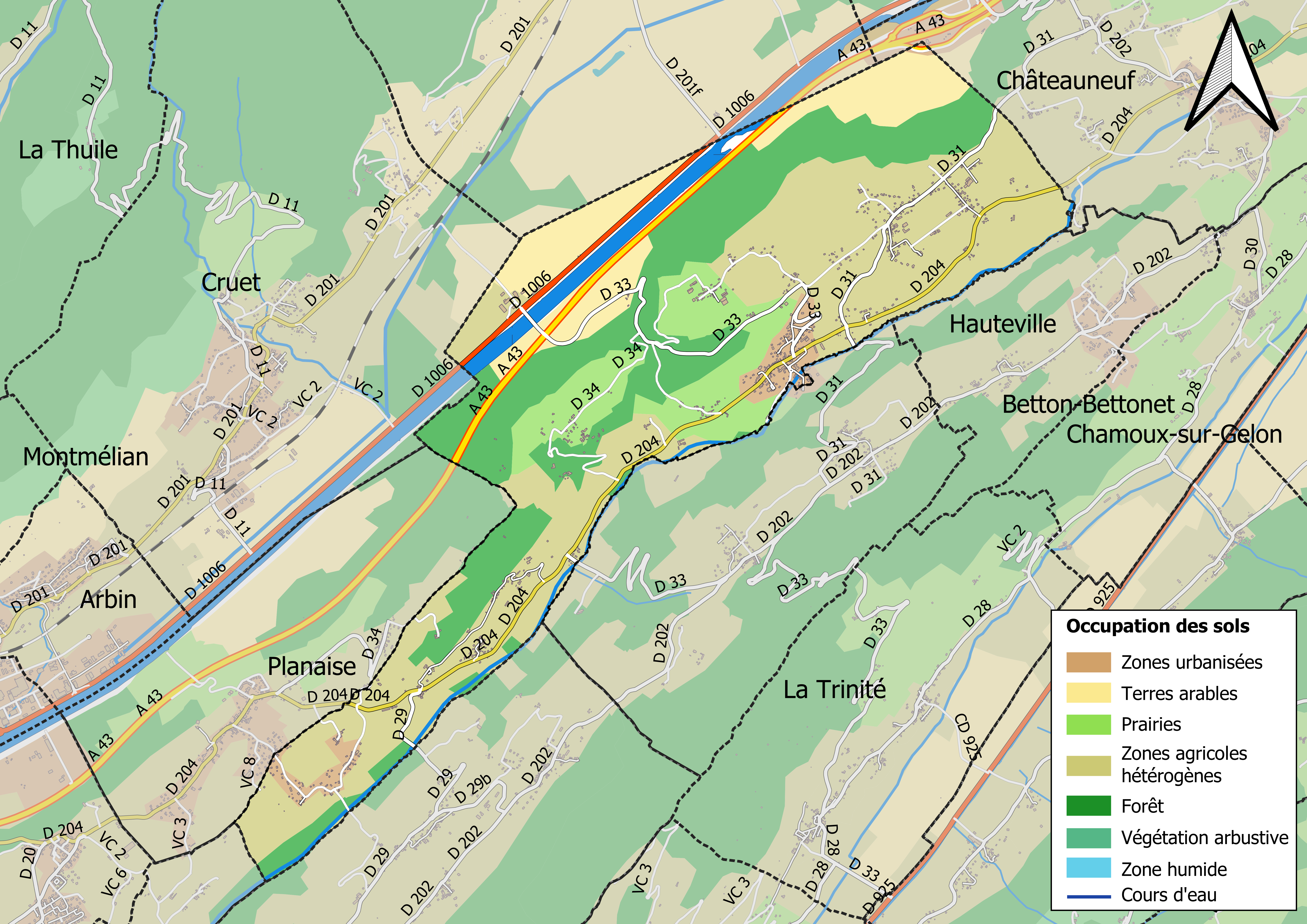
Kaart van de gemeente met de belangrijkste infrastructuur, bodemgebruik en omliggende gemeenten

## Demografie
Onderstaande figuur toont het verloop van het inwonertal (bron: INSEE-tellingen).